# Équipe du Sénégal de football à la Coupe d'Afrique des nations 1986
L’équipe du Sénégal de football participe à la Coupe d'Afrique des nations 1986 organisée en Égypte en mars 1986. Les Lions, pour leur troisième participation à la phase finale de l'épreuve, sont éliminés au premier tour.

## Qualifications
Les qualifications se déroulent en deux tours de matchs aller-retour. Le Sénégal élimine le Togo puis le Zimbabwe pour se qualifier pour sa troisième phase finale de CAN.
| 31 mars 1985 | Togo | 0 - 1 | Sénégal |        |
|              |      |       |         | Tsévié |

| 14 avril 1985 | Sénégal | 1 - 1 | Togo |       |
|               |         |       |      | Dakar |

| 18 août 1985 | Zimbabwe     | 1 - 0 | Sénégal |        |        |
|              | Ndunduma 65e | (0-0) |         | Harare | Harare |

| 1er septembre 1985 | Sénégal | 3 - 0 | Zimbabwe |                         |                         |
|                    | Bocandé |       |          | Stade Demba-Diop, Dakar | Stade Demba-Diop, Dakar |

## Compétition

### Tirage au sort
Le Sénégal est placé dans le groupe A, basé au Caire, en compagnie de la Côte d'Ivoire, de l'Égypte, pays hôte et futur vainqueur, et du Mozambique.

### Premier tour
Le Sénégal remporte ses deux premiers matchs, face à l'Égypte et au Mozambique, puis s'incline face à la Côte d'Ivoire. Avec deux victoires et une défaite, les Lions sont à égalité de points avec les égyptiens et les ivoiriens. Ils sont éliminés à cause d'une moins bonne attaque.
| Rang | Équipe        | Pts | J | G | N | P | Bp | Bc | Diff |
| ---- | ------------- | --- | - | - | - | - | -- | -- | ---- |
| 1    | Égypte        | 4   | 3 | 2 | 0 | 1 | 4  | 1  | +3   |
| 2    | Côte d'Ivoire | 4   | 3 | 2 | 0 | 1 | 4  | 2  | +2   |
| 3    | Sénégal       | 4   | 3 | 2 | 0 | 1 | 3  | 1  | +2   |
| 4    | Mozambique    | 0   | 3 | 0 | 0 | 3 | 0  | 7  | -7   |

| Entraîneur : |
| Smith        |

| Entraîneur : |
| Smith        |

| Lundi 10 mars 1986 | Sénégal | 2 – 0   | Mozambique | Stade international, Le Caire                                                 |                                                                               |
| 14h                | Fall 28e · Bocandé 83e                                                                                      | (1 - 0) | | Spectateurs : 50 000 Diffuseur : Al Maseria TV one Arbitrage : Festus Okubule | Spectateurs : 50 000 Diffuseur : Al Maseria TV one Arbitrage : Festus Okubule |
| 14h                | [ 2 ] |         | | Spectateurs : 50 000 Diffuseur : Al Maseria TV one Arbitrage : Festus Okubule | Spectateurs : 50 000 Diffuseur : Al Maseria TV one Arbitrage : Festus Okubule |
| 14h                | cheikh seck , pape fall , racine kane , mendy , touré , sené , sagna , teuw , diop , youm , bocande (cap) . | Équipes | filipe , conde , elcidio , joaquim joao , faruk , jeromino , banze , mabota , chababe , cossa , conde , francisco , conde geraldo . | Spectateurs : 50 000 Diffuseur : Al Maseria TV one Arbitrage : Festus Okubule | Spectateurs : 50 000 Diffuseur : Al Maseria TV one Arbitrage : Festus Okubule |

| Jeudi 13 mars 1986 | Côte d'Ivoire | 1 – 0   | Sénégal | Stade international, Le Caire                                                  |                                                                                |
| 14h                | A. Traoré 71e | (0 - 0) | | Spectateurs : 55 000 Diffuseur : Al Masria TV1 Arbitrage : Jean-Fidèle Diramba | Spectateurs : 55 000 Diffuseur : Al Masria TV1 Arbitrage : Jean-Fidèle Diramba |
| 14h                | [ 3 ] |         | | Spectateurs : 55 000 Diffuseur : Al Masria TV1 Arbitrage : Jean-Fidèle Diramba | Spectateurs : 55 000 Diffuseur : Al Masria TV1 Arbitrage : Jean-Fidèle Diramba |
| 14h                | zagouli , gnaoré , lago , monguéhu , abialy , bensalah , zahoui , gadji , celi kouassy n'dri , ( dicket ) , a traoré , youssef fofana . | Équipes | cheikh seck , pape fall , racine kane , mendy , touré ( c tidiane fall ) , sené omar , sarr , teuw , diop-koto , ( sagna ) , bocande (cap) . | Spectateurs : 55 000 Diffuseur : Al Masria TV1 Arbitrage : Jean-Fidèle Diramba | Spectateurs : 55 000 Diffuseur : Al Masria TV1 Arbitrage : Jean-Fidèle Diramba |

### Statistiques

#### Buteurs
| Buts | Joueurs       | Adversaires |
| ---- | ------------- | ----------- |
| 1    | Jules Bocandé | Mozambique  |
| 1    | Pape Fall     | Mozambique  |
| 1    | Thierno Youm  | Égypte      |